# Giulio Bevilacqua
Giulio Pietro Bevilacqua (ur. 15 września 1881 w Isola della Scala, zm. 6 maja 1965 w Brescii) – włoski biskup rzymskokatolicki, filipin, kardynał od 1965.

## Życiorys
Kształcił się m.in. w Alumnato Filippini w Brescii (1896–1902), a także w Belgii na Uniwersytecie w Lowanium (1902–1905). W 1905 powrócił do Brescii, gdzie ukończył seminarium i wstąpił do Oratorian św. Filipa Neri. Święcenia kapłańskie otrzymał 13 czerwca 1908. W diecezji Brescia pracował duszpastersko z przerwami aż do śmierci. W czasie I wojny światowej był kapelanem w armii włoskiej. W latach 1926–1933 członek Sekretariacie Stanu. Jako kapelan służył także w czasie II wojny światowej. Był kierownikiem duchowym i osobistym przyjacielem Giovanniego Montiniego (przyszłego papieża Pawła VI), gdy ten studiował w Brescii.
W ramach wieloletniej przyjaźni, gdy Montini został papieżem, na swym pierwszym konsystorzu kreował go kardynałem diakonem kościoła św. Hieronima della Carità. Trzy dni wcześniej przyjął sakrę biskupią z rąk biskupa Brescii Luigiego Morstabliniego oraz stolicę tytularną Gaudiaba. W ramach specjalnego papieskiego zezwolenia mógł on być tak, jak dotychczas, proboszczem parafii św. Antoniego w Brescii. Zmarł jednak niedługo później i pochowany został w kościele, w którym był proboszczem.